# Forêt nationale d'Itaituba II
La forêt nationale d'Itaituba II (portugais : Floresta Nacional de Itaituba II) est une forêt nationale brésilienne. Elle se situe dans la région Nord, dans l'État du Pará.
Le parc fut créé le 1998 et couvre une superficie de 427 366,56 hectares.
Il s'étend sur le territoire de la municipalité d'Itaituba.